# Гарсія II Хіменес
Гарсія II Хіменес (*García II Jiménez, бл. 835 — 882) — король Памплони (Наварри) у 870-882 роках. Став першим королем з роду Хіменес.

## Життєпис
Основні відомості отримані з кодексу Роди. Походив з впливового баскського роду. Син Хімено I, короля Памплони, з династії Інігес. Про його діяльність відомо замало. Перше згадується у документах у 928 і 858 роках.
Гарсія Хіменес можливо був співправителем Гарсії I Інігеса. Після смерті у 870 році троюрідного брата і короля, Гарсію Хіменеса було оголошено співправителем Фортуна I, що перебував в ув'язненні у маврів.
У 880 році після повернення Фортуна I, Гарсія II Хіменес розділив з ним владу. У 884 році одружився з донькою графа Пальяр. Гарсія Хіменес хоробро захищав країну від арабів і загинув в битві при Айбарі проти Мухаммада I, еміра Кордови. Владу успадкував його старший син Ініго разом з Фортуном I.

## Родина
1. Дружина — Онека де Сангуеса
Діти:
- Ініго (д/н—933), король у 882—905 роках
- Санча (бл.862—бл. 910), дружина Ініго, сина короля Фортуна I

2. Дружина — Даділдіс, донька Рамона I (II), графа Пальяр і Рібагорса
Діти:
- Санчо (860—925), король у 905—925 роках
- Хімено (бл. 870—931), регент королівства у 925—931 роках